# Pyjama

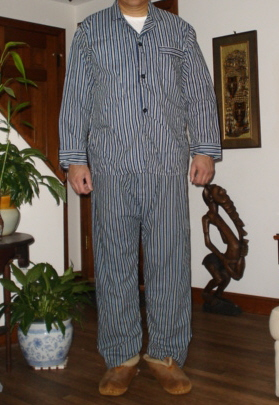
Pyjama classique, avec veste et pantalon.

Le pyjama (de l'hindoustani پاجامہ / पाजामा pāy-jāma dérivé du mot persan پايجامه pāy-jāme qui signifie « vêtement de jambe » et désigne un pantalon ample) est un vêtement usuel utilisé pour aller dormir. Vêtement de nuit le plus classique (sinon le plus courant, car il semble passer de mode chez l'adulte en occident), il est généralement composé de deux pièces : une veste ou un pull et un pantalon, et est généralement fait d'un tissu doux, comme le pilou ou la flanelle.
Pour les enfants et notamment les bébés, il peut être composé d'une seule pièce appelée aussi grenouillère.

## Histoire
Le pyjama est un vêtement venant des Indes orientales.
Le pyjama s'impose comme vêtement de nuit en Europe et Amérique du Nord, dans les années 1870. Il était porté par l'aristocratie française. À partir de 1918, Coco Chanel porte le « pyjama de plage », qui devient populaire auprès des femmes dans les années 1920 et 1930. Madame Pangon a également dessiné des pyjamas de soirée dès 1921,. Avec l'arrivée des Américains en Europe durant la Première Guerre mondiale, le pyjama s'est démocratisé car il s'agit du seul vêtement de nuit qu'ils utilisaient. Le pyjama retrouve de la popularité en 1933 lorsque Marlène Dietrich porta le smoking et autres tenues masculines.